# Shipstern Conservation & Management Area
Die Shipstern Conservation & Management Area ist ein Naturreservat im Corozal District im Nordosten von Belize.
Das Reservat umfasst einerseits eine größere Fläche um die Shipstern Lagune und eine kleinere Fläche um den Xo-Pol See. Das Schutzgebiet hat eine Größe von 87 km² und beinhaltet einerseits tropische Regenwälder, Mangrovenwälder sowie den Seeräuberpalmen-(Pseudophoenix sargentii) Trockenwald, welcher an den Küsten Yucatans nur an sehr wenigen Orten zu finden ist.
Zuständig für die Shipstern Conservation & Management Area ist die Corozal Sustainable Future Initiative (CSFI), eine Non-Profit-Organisation, welche ebenfalls für den Honey Camp National Park und das Freshwater Creek Forest Reserve zuständig ist. Die CSFI wird durch den International Tropical Conservation Fund (ITCF) finanziert, welcher vom Papiliorama in Kerzers (Schweiz) und dem Burgers’ Zoo in Arnheim (Niederlande) gegründet wurde.

## Geschichte
Im Jahr 1989 gründete der ITCF ein Naturschutzreservat mit dem Namen Shipstern Nature Reserve, welches im Jahr 2012 in Shipstern Conservation & Management Area umbenannt wurde. Seit 2012 ist Shipstern als privates Reservat im nationalen Naturschutzplan implementiert. Gleichzeitig verpflichtete sich die CSFI Shipstern als IUCN-Kategorie II National Park zu führen. Die Shipstern Conservation & Management Area ist zudem ein Trust für das Gemeinwohl der Bevölkerung von Belize.
Der Name Shipstern kommt von einer gleichnamigen Holzfällersiedlung, welche jedoch nach dem Hurrikan Janet im Jahr 1955 aufgegeben wurde. Shipstern kommt wahrscheinlich vom englischen «Ship’s turn» und beschrieb die Stelle in der Lagune, wo die Boote wieder umkehren mussten. Der Name Shipstern beschreibt nicht nur die verlassene Holzfällersiedlung, sondern auch die Lagune, die Halbinsel sowie eine verborgene Mayaruine.
Ursprünglich hätte die Zucht und den Export von Schmetterlingspuppen die Ausgaben für den Schutz der Shipstern Conservation & Management Area decken sollen. Da dieses Geschäft jedoch defizitär war, wurde der Export an europäische und amerikanische aufgegeben. Aus touristischen Gründen werden jedoch nach wie vor Schmetterlinge für den eigenen tropischen Garten gezüchtet.

## Organisation
Die Shipstern Conservation & Management Area wird von der Corozal Sustainable Future Initiative (CSFI) geführt. CEO der CSFI ist Heron Moreno, welcher der Non-Profit-Organisation im Jahr 2008 beigetreten ist. Im Vorstand der Organisation stehen neben führenden Umweltschützern auch belizische Anwälte und Politiker sowie die Direktoren der Partnerorganisationen Papiliorama und Burgers’ Zoo.
Neben dem Shipsern Conservation & Management Area schützt der CSFI auch die Wälder des Honey Camp National Parks und des Freshwater Creek Forest Reserve.
Im Feld arbeiten hauptsächlich lokale Mitarbeitende, teilweise jedoch auch freiwillige Mitarbeitende oder Zivildienstleistende aus der Schweiz. Die Arbeit umfasst unter anderem Durchsetzung, Überwachung, Tourismus, gemeinnützige Arbeit und Bildung im Bereich Umwelt.

## Flora
In der Shipstern Conservation & Management Area existiert eine große Vielfalt von verschiedensten Pflanzen. Dies trotz dem Umstand, dass sich der Wald im sekundären Zustand befindet, da er im Jahr 1955 vom Hurrikan Janet stark beschädigt wurde. Unter anderem gibt es auf dem Gebiet der Shipstern Conservation & Management Area Zedern und Mahagoni, welche beide durch illegalen Holzeinschlag gefährdet sind. Die Vielfalt der Fauna von Shipstern ist daher so einzigartig, weil gleichzeitig Mangrovenwälder, tropische Regenwälder, aber auch regengrüne Feuchtwälder existieren.

## Fauna
Da ungefähr 60 % der Fläche von Belize mit Wald bedeckt ist und die Bevölkerungsdichte nur gerade bei 14.1/km2 liegt, bietet das gesamte Land einen sicheren Lebensraum für eine Vielzahl von Tieren. Der Erhalt dieses Lebensraums ist auch darauf zurückzuführen, dass der Naturschutz in Belize einen höheren Stellenwert hat als in den umliegenden Ländern. Dies ist unter anderem auf das Lobbying der Belize Audubon Society in den Jahrzehnten nach der Unabhängigkeit von Belize zurückzuführen. Die Belize Audubon Society schützt nach wie vor neun Areas wie z. B. das Crooked Tree Wildlife Sanctuary, das Cockscomb Basin Wildlife Sanctuary oder das Blue Hole National Monument.

### Säugetiere
In Shipstern sind die fünf Wildkatzen gesichtet worden, welche auch im Rest von Belize existieren. Dazu gehört der Jaguar, der Puma, der Ozelot, die Langschwanzkatze und der Jaguarundi. Neben den Wildkatzen bewohnen Tapire, Nasenbären, Ameisenbären, Virginia Opossums und Hirsche die Wälder, Otter, Große Tümmler und Seekühe lassen sich in den Lagunen nieder.
Eine Studie wies 22 verschiedene Fledermausarten nach. Unter anderem die Großes Hasenmaul Fledermaus (engl. Big Fishing Bat), welche beim Fischen über dem Xo-Pol See beobachtet werden kann.
Als 1955 der Hurrikan Janet die Wälder im Reservat komplett zerstörten, wanderten die Affenkolonien der Guatemala-Brüllaffen und der Geoffroy-Klammeraffen ab. Das Community Baboon Sanctuary, etwas südlich der Shipstern Conservation & Management Area, hat in den letzten Jahren bereits 21 Guatemala-Brüllaffen (in Belize auch als Baboon, zu deutsch Pavian bekannt) in der Wildnis ausgesetzt.

### Vögel
Das Reservat ist vor allem ein Vogelparadies. Hier sind ebenso Vogelarten zu finden, die dem trockeneren Klima des Yucatans zuzuordnen sind, als auch Vögel die dem tropischen Regenwaldklima zuzuordnen sind. Weiterhin gibt es hier viele fest ansässige Vogelarten wie der Fischertukan, der Linienspecht oder der Sägeracke. Studien zufolge wurden über 300 Vogelarten ausfindig gemacht. Wahrscheinlich ist dieses Gebiet die wichtigste Nahrungsquelle in Belize für den Rötelreiher. Bedeutend ist hier auch das Vorkommen der Glanzkatzendrossel, die außerhalb des Reservats nur noch auf einigen vorgelagerten Inseln zu finden ist. Wichtiges Rückzugsgebiet ist dieses Gebiet weiterhin für die Goldzügelamazone, die Yucatan-Nachtschwalbe, den Yucatanblauraben, den Schneesichler oder den Goldtrupial (Icterus auratus). Bekanntester Bewohner des Gebietes ist der Waldstorch. Dieser auf der roten Liste der gefährdeten Arten stehende Vogel lebt hier in einer Brutkolonie von etwa 300 Exemplaren.

### Reptilien und Amphibien
Insgesamt sind hier bisher 78 verschiedene Arten erfasst worden. Darunter sind Schwanzlurche, Frösche, Kröten, Leguane, Schlangen und Krokodile. Bemerkenswert sind hier u. a. die Salzwasserkrokodile, deren Bestand durch ein Zuchtprogramm gesichert wird. Die Große Kreuzbrustschildkröte (Staurotypus triporcatus) scheint aufgrund von Überfischung allerdings ausgestorben zu sein. Die Skorpions Klappschildkröte (Kinosternon scorpioides) und die Gefurchte Erdschildkröte(Rhinoclemmys areolata) bevölkern aber nach wie vor das Gebiet in Shipstern.

### Fische
In den Lagunen finden sich zahlreiche Buntbarsch-Arten. Bemerkenswert ist hier der große Schwanzfleckbuntbarsch (Cichlasoma urophthalmus), der sein Fortpflanzungsverhalten der Region angepasst hat. Der hier früher vorkommende Sägerochen ist aufgrund der Überfischung hier wahrscheinlich ausgestorben. Weitere Fischarten wie z. B. der Atlantische Tarpun, Spatenfische oder Kugelfische sind hier zu finden.

### Schmetterlinge
Insgesamt sind hier etwa schätzungsweise 300 verschiedene Schmetterlingsarten anzutreffen. Wobei man hier bisher ca. 122 Ritterfalter (Papilionidae), Weißlinge (Pieridae) und Edelfalter (Nymphalidae) erfasst hat. Weiterhin zählte man bisher 21 verschiedene Bläulinge (Lycaenidae) und 51 Dickkopffalter (Hesperiidae). Etwa jede zehnte Art ist in Belize nur in diesem Gebiet anzutreffen. Natürlich schwankt das zu beobachtende Angebot an Schmetterlingen stark. Der größte Artenreichtum ist zum Ende der Regenzeit und Anfang der Trockenzeit zu finden. Einen erneuten Schub gibt es während der kleinen Trockenzeit im August.

### Schwärmer
Es wurden bisher 49 verschiedene Schwärmerarten identifiziert. Einige sind klar der trockenen Yucatan-Vegetation zuzuordnen, z. B.:Manduca Wellingi. Andere findet man nur in den klimatischen Verhältnissen des tropischen Regenwaldes, z. B.:Agrius Cingulatus oder Xylophanes Tersa. Die meisten Schwärmer findet man in den ersten Monaten der Regenzeit.

### Seidenspinner
Hier wurden bisher 16 verschiedene Arten registriert, die wie auch wie bei den Schwärmern zwei verschiedenen klimatischen Zonen zuzuordnen sind. Die gefundenen Arten entstammen im Wesentlichen den Familien der Ceratocampinae und Hemaleucinae. Hier und da trifft man auch auf Arsenurinae oder Saturniinae.

### Libellen
Es wurden bisher insgesamt 54 verschiedene Arten an Großlibellen (Anisoptera) und Kleinlibellen (Zygoptera) ausgemacht.

### Spinnen
Die verschiedenen Vegetationszonen dienen zahlreichen Spinnentieren als Zuflucht und Jagdgebiet. Die bekanntesten Vertreter sind die Radnetzspinnen und Taranteln.

### Insekten
Zahlreiche Insektenarten bevölkern das Gebiet. Bemerkenswert sind hier z. B.: Schmetterlingshafte oder Elefantenkäfer sowie mehrere Ameisenarten wie z. B.: Treiberameisen oder Pseudomyrmicinae.

## Naturschutz
Die größte Gefahr für das Ökosystem in Shipstern ist der Mensch. Vor allem der illegale Holzschlag der Harthölzer Mahagoni und Zeder sowie die Brandrodung, und die darauf folgende landwirtschaftliche Nutzung, gefährdet den Regenwald. Durch die unprofessionellen Holzfäller kommt meistens nicht nur der gefällte Baum zu Schaden, in der Regel werden auch umliegende Bäume mitgerissen und der nicht verwertbare Teil des Baumes wird liegen gelassen. Auch Wilderer, die es vor allem auf die Wildkatzen abgesehen haben, dezimieren und Gefährden so das Überleben des Wildbestands.
Der Schutz der Gebiete erfolgt primär durch regelmäßige Patrouillen und Strafverfolgung. Auf der anderen Seite ist die CSFI bemüht die Lokalbevölkerung zu sensibilisieren. Dies erfolgt durch Informieren über die Gesetze und die Relevanz von Naturschutz. Zusätzlich werden regelmäßig Schulkinder der umliegenden Dörfer ins Headquarters der CSFI zu Führungen eingeladen.